# Hempstead (Kent)
Hempstead è una località di 5.000 abitanti della contea del Kent, in Inghilterra. Fa parte della conurbazione di Medway.

## Geografia
Hempstead si trova sul margine meridionale del distretto di Medway, adiacente a Wigmore e Lordswood, e collegato a Gillingham e all'autostrada M2 dalla strada principale A278.
La maggior parte di Hempstead si trova in una valle, con la Hempstead Valley Drive che corre lungo tutta la sua lunghezza, con alloggi su entrambi i lati.

## Storia
L'insediamento di Hempstead risale almeno alla metà del 1600. Nei registri della centena di Chatham e Gillingham, un villaggio allora noto come "Hemsted" indicava alcune case lungo la Hempstead Road, ancora esistente. La fattoria originale del borgo è ancora in piedi; le terre di proprietà di questa fattoria lasciata in eredità all'amministrazione regionale sono diventate gli "Hempstead Playing Fields" di oggi. L'Hempstead Field attualmente supporta il calcio; una volta schierava una squadra vincente di cricket, finché non si è sciolta.

## Scuole
La Hempstead School fu fondata nel 1907, nell'edificio che ora è la biblioteca di Hempstead. Negli anni '80, la scuola si è divisa per formare una scuola per bambini e una scuola per ragazzi. Ci sono circa 90 bambini in ogni gruppo di anni (3 classi di trenta per gruppo di anni). Ci sono 3 anni nella scuola dell'infante (Anno R, Anno 1 e Anno 2) e quattro anni nella scuola Junior (Anno 3, Anno 4, Anno 5 e Anno 6). Le scuole occupano due lati dello stesso sito, con campi di gioco in mezzo. La scuola spesso partecipa ai "Medway Mini Youth Games" in sport come hockey, ping pong, cricket e atletica leggera. Di recente sono stati forniti ai bambini nuovi servizi, come una nuova parete da arrampicata, un gazebo (ufficialmente aperto dal comico locale Joe Pasquale) e vari altri giochi e decorazioni per parchi giochi.

## Chiesa
La chiesa di Ognissanti fu costruita nel 1911 come cappella di missione e faceva parte della parrocchia di Luton.

## Hempstead Valley Shopping Centre
L'area ospita un grande complesso commerciale chiamato Hempstead Valley Shopping Centre. Fu uno dei primi centri commerciali fuori città nel Kent. Il centro comprende il franchise più grande della contea di Sainsbury's (precedentemente un Savacentre) e il più grande Marks & Spencer di Medway.  Il centro ospitava anche una volta il più grande franchise del mondo di NSS, situato all'ingresso principale del centro. Questa edicola divenne in seguito un "Forbuoys" (ora parte del gruppo RS McColl).
Lo sviluppo del centro iniziò nel 1974, creando 23.000 metri quadrati di spazi commerciali. Nei primi anni '90 è stata costruita un'estensione che ora ospita uno store M & S di 7.400 metri quadrati.
L'originale Picnic Parlor a Hempstead Valley è stata la prima food court del Regno Unito e il centro è stato modellato su complessi di successo nel Nord America. Originariamente era stato progettato per essere un centro commerciale all'aperto, ma il concetto è stato trasformato in un complesso commerciale coperto. Il centro aprì il 17 ottobre 1978. 
Il consiglio di Medway ha concesso l'autorizzazione per un'ulteriore proroga nel 2011.